# ディープホルツ航空基地
ディープホルツ航空基地（ドイツ語：Fliegerhorst Diepholz）は、ドイツ連邦共和国ニーダーザクセン州ディープホルツに所在する軍用飛行場。

## 歴史
1936年にドイツ国防軍によって開設される。第二次世界大戦中の1945年からイギリス空軍が使用する。1951年以降、ディープホルツ飛行場は航空スポーツクラブが使用する。1956年にドイツ連邦空軍が占有し、1975年からジェネアビ目的の利用が開始される。

## モータースポーツ
ドイツツーリングカー選手権（DTM） レンネンは、飛行場の敷地を利用したレースを1984年から1996年まで開催されていた。

## 配置部隊
- 空軍警備連隊分遣隊（空軍）
- 第2空軍整備連隊ZAW管轄区域（空軍）
- ディープホルツ操縦教育センター（空軍）
- ディープホルツ資材処（空軍）
- ディープホルツ衛生中隊（救業軍）
- オルデンブルク連邦軍業務センター分所（国防施設管理・環境保護部）